# Лави, Далия
Далия Лави (урожд. Далия Левинбук, 12 октября 1942 года, Шавей-Цион, Британский мандат в Палестине — 3 мая 2017 года, Эшвилл, Северная Каролина, США) — израильская актриса, певица и модель.

## Жизнь и карьера
Лави родилась в Шавей-Цион, британский мандат Палестина, в еврейской семье из Германии и России.
Изучала балет в Стокгольме. В Швеции снялась в своём первом фильме «Hemsöborna» (1955). После возвращения в Израиль её карьера пошла вверх в 1960 году, когда она начала появляться в большом количестве европейских и американских кинопроектов. Свободно говорила на нескольких языках, снималась в немецко-, франко-, итало-, испано- и англоязычных фильмах.
В её фильмографии такие картины, как драма Винсенте Миннелли «Две недели в другом городе» (1962), классический готик-хоррор Марио Бавы «Плеть и тело» (1963), роль девушки в приключенческом фильме «Лорд Джим» и роль в первом фильме об агенте Мэтте Хелме «Тайные пришельцы» (1966), с Дином Мартином.
Однако самая знаменитая её работа, вероятно, роль агента The Detainer/007 в пародийной комедии «Казино „Рояль“» (1967). Вскоре в кинокарьере Лави начался спад, и она стала реализовывать себя в Германии в качестве певицы. В её активе несколько шлягеров: такие хиты, как «Oh, wann kommst du?», «Willst du mit mir gehn?» и «C’est ça, la vie (So ist das Leben)». Она записала немецкоязычные версии песен Мелани Look What They’ve Done to My Song, Ma и Гордона Лайтфута If You Could Read My Mind.

## Фильмография
- Народ Хемсо (1955)
- Горящие пески (1960)
- Кандид, или Оптимизм в XX веке (1960)
- Жестокое лето (1961)
- La Fête espagnole (1961)
- Возвращение доктора Мабузе (1961)
- Две недели в другом городе (1962)
- Das schwarz-weiß-rote Himmelbett (1962)
- Плеть и тело (1963)
- Das große Liebesspiel (1963)
- Il demonio (1963)
- Виннету — вождь апачей (1964), фильм шёл в советском прокате
- Старик Верная Рука (1964)
- Сирано и д'Артаньян (1964)
- DM-убийца (1965)
- Лорд Джим (1965)
- 1965 — Десять негритят — Илона Берген
- 1966 — Тайные пришельцы — Тина
- 1966 — Шпион с холодным носом — принцесса Наташа Романова
- 1967 — Казино «Рояль» — агент
- 1967 — Ракетой на Луну
- 1968 — Никто не бежит навсегда
- 1969 — Некоторые девушки делают
- 1971 — Кэтлоу — Розита